# Kernheizwerk Gorki
Das Kernheizwerk Gorki (russisch Горьковская атомная станция теплоснабжения [anhörenⓘ], auch GAST) sollte in der Oblast Nischni Nowgorod ca. 2 km südöstlich der Stadtgrenze von Nischni Nowgorod (damals Gorki) entstehen und ein paar der östlichen Stadtteile mit Fernwärme versorgen. Das Projekt wurde jedoch einige Jahre nach Baubeginn eingestellt.

## Geschichte
Der Bau des 1980 geplanten Kernheizwerkes Gorki begann im Jahre 1983. Es sollte eine Zwillingskonstruktion mit zwei AST-Reaktoren werden. Aufgrund öffentlicher Proteste war die Fertigstellung der Anlage nach der Nuklearkatastrophe von Tschernobyl (1986) nicht möglich. Kurz nach dem Referendum in Woronesch bezüglich des im Bau befindlichen Kernheizwerks Woronesch wurde das Bauvorhaben Ende der 1980er Jahre endgültig eingestellt. Ein anderer Grund war, dass die Stadt bereits über genug Heizkapazität verfügte. Die nicht mehr benötigten Heizwerkskomponenten wurden für die Kernreaktoren der kerntechnischen Anlage Tomsk verwendet. Derzeit ist das Gebäude an eine Vielzahl von Unternehmen vermietet.
2020 wurde mit dem Rückbau des Reaktorgebäudes begonnen.

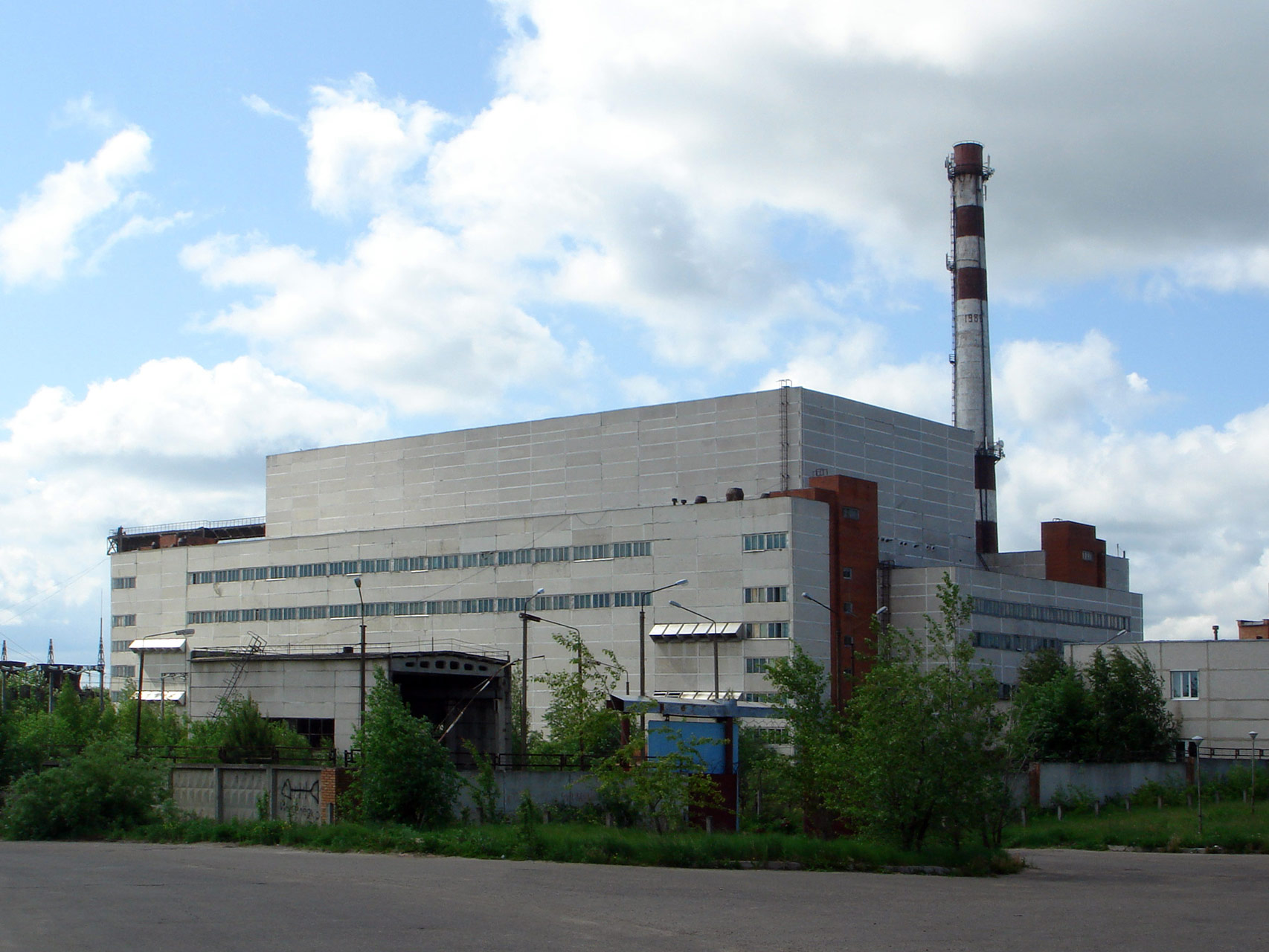
Nordseite

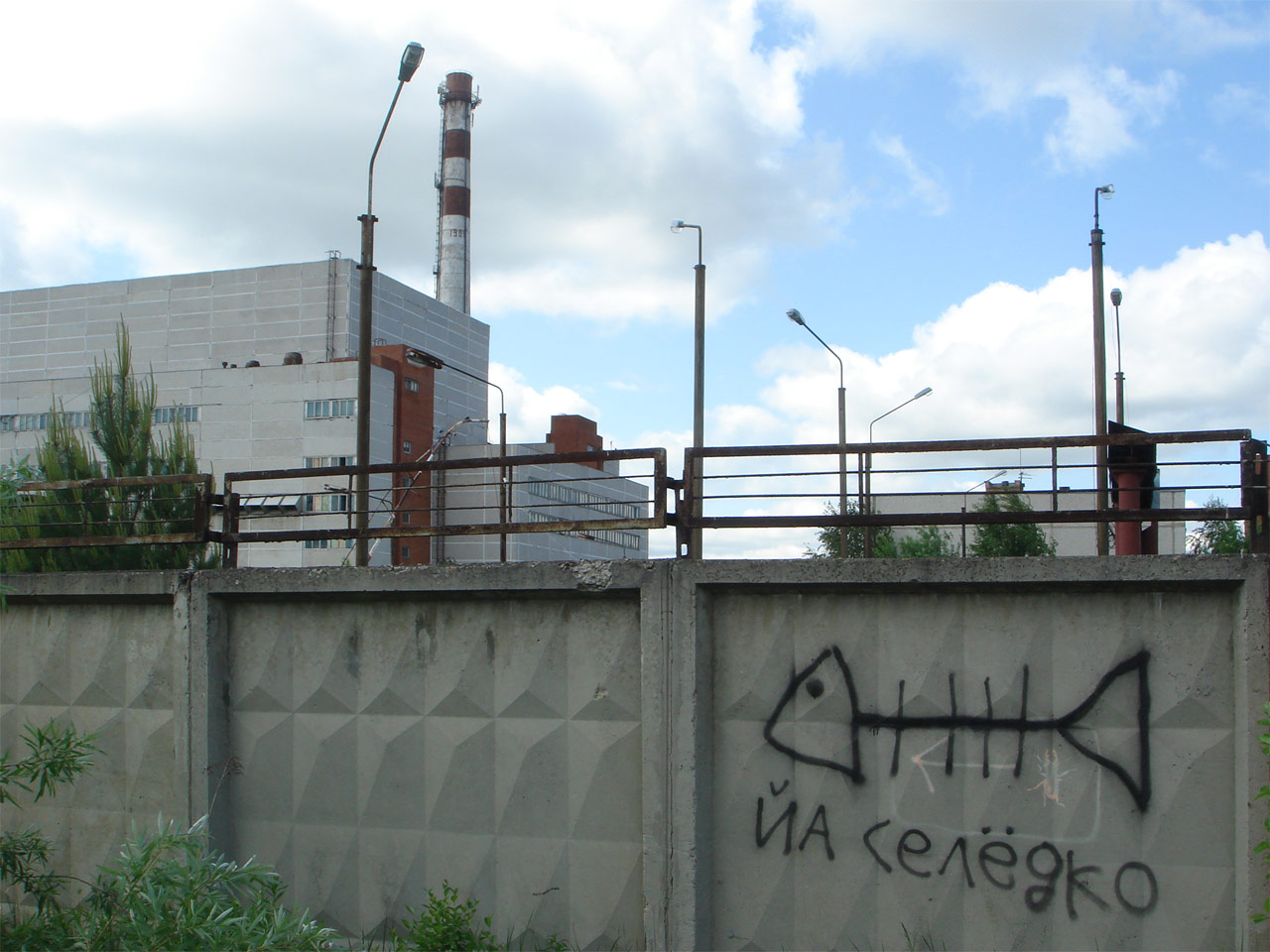
Graffiti auf dem Zaun des Kernheizwerks

## Daten der Reaktoren
Das Kernheizwerk Gorki sollte mit zwei Reaktoren ausgestattet werden:
| Reaktor | Reaktortyp | Thermische Leistung | Anfang Projektplanung | Baubeginn  | Projekteinstellung |
| ------- | ---------- | ------------------- | --------------------- | ---------- | ------------------ |
| Gorki-1 | AST-500    | 500 MW              | 1980                  | 01.01.1982 | 01.12.1993         |
| Gorki-2 | AST-500    | 500 MW              | 1980                  | 01.01.1983 | 01.12.1993         |